# Barathrum

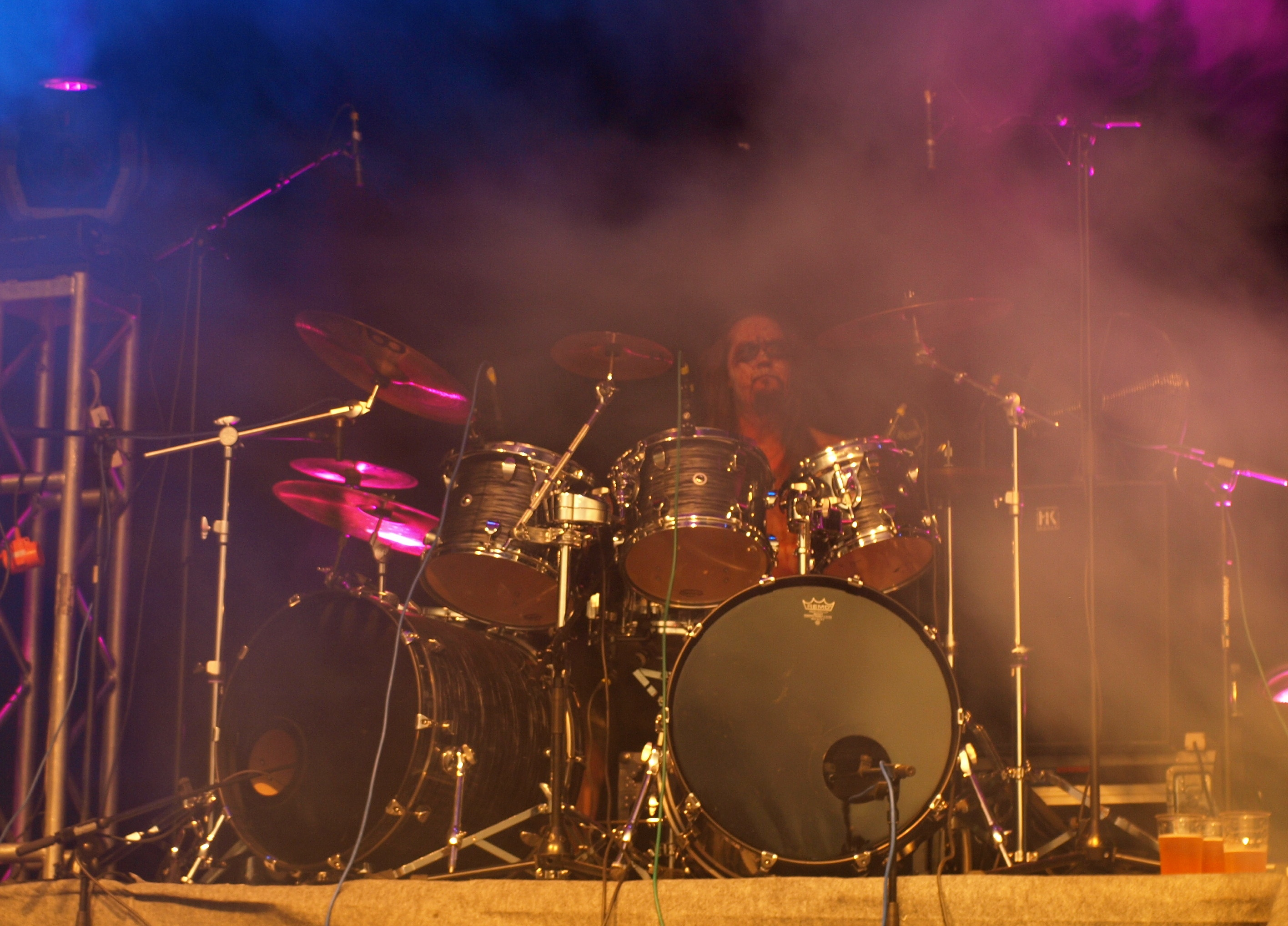

Barathrum — финская англоязычная блэк-метал-группа, основанная в 1990 году в городе Куопио. Наряду с такими коллективами как Archgoat, Beherit и Impaled Nazarene является одной из первых финских блэк-метал-групп.
Первые буквы названий полноформатных альбомов группы собираются во фразу «HEIL SOVA», что является отсылкой к фамилии лидера группы, Демоносу Сове.
Стилистически музыке Barathum свойственны среднетемповые композиции, в которых чётко прослеживается влияние классических прото-блэк-метал-групп Venom и Hellhammer / Celtic Frost и дум-метала.
В составе Barathrum играли некоторые участники таких викинг-метал-групп, как Finntroll и Ensiferum.

## Состав

### Текущий состав группы
- Demonos Sova — вокал, бас
- Anathemalignant — гитара
- Nukklear Tormentorr — бас
- Janne Gorthaur — бас, вокал
- Ykä (Agathon Frosteus) — ударные
- Raakalainen — гитара

### Бывшие участники

#### Гитара
- Aki Hytönen (1990—1991)
- Jetblack Roima (1991—1991)
- Neva (1991)
- Niko (1991—1992)
- Bloodbeast (1992)
- Reaper Sklethnor (1993—1994)
- Sulphur (1996)
- Warlord (1999)
- Teemu «Somnium» Raimoranta (R.I.P. 1977—2003 [падение с моста]; 1999—2001; также в Finntroll)
- Daimos666
- Pelcepoop

#### Ударные
- Ilu (1990—1992)
- Necronom Dethstrike (1992)
- Destrukkktorr (1993—1994)
- Pimeä (1995—1996)
- Nattasett
- Beast Dominator (1999; сейчас в Finntroll, Shape of Despair)
- Janne «Abyssir» Parviainen (2000—2007; сейчас в Ensiferum)

#### Бас
- Infernus (1992—1996)
- Crowl (1994)
- G’Thaur (1999)

#### Клавишные
- Trollhorn (2000—2001; ранее также в Ensiferum; сейчас в Finntroll, Moonsorrow)

## Дискография

### Альбомы
- Hailstorm (1995)
- Eerie (1995)
- Infernal (1997)
- Legions of Perkele (1998)
- Saatana (1999)
- Okkult (2000)
- Venomous (2002)
- Anno Aspera — 2003 Years After Bastard's Birth (2005)
- Long Live Satan (2009)
- Fanatiko (2017)
- Überkill (2024)

### Синглы и мини-альбомы
- Devilry (EP, 1997)
- Jetblack (1997, 7" EP, тираж — 666 копий)
- Black Flames and Blood (сингл, 2002)

### Демо
- From Black Flames to Witchcraft (1991)
- Witchmaster (1991)
- Battlecry (1992)
- Sanctissime Colere Satanas (1993)
- Sanctus Satanas (Studio & Stage) (1993)
- Soaring Up from Hell (1993)